# Naviny.by
Naviny.by (Белорусские новости, от бел. навіны, «новости») — дочерний новостной сайт белорусского информационного агентства БелаПАН. Онлайн-газета «Белорусские новости» была запущена в июне 2002 года. Она стала первой такой в байнете и публикует новости дня. Автор проекта — Алесь Липай. В 2007 году редакции БелаПАН и Naviny.by стали самостоятельными.
Домен Naviny.by вместе с сайтом БелаПАН и рядом других белорусских сетевых ресурсов блокировался белорусскими властями 20 декабря 2014 года.
С конца августа 2020 года в связи с освещением протестов в Белоруссии доступ к сайту Naviny.by, как и к целому ряду прочих белорусских сетевых ресурсов, в самой Белоруссии снова заблокирован. Сайт продолжил работу в другом домене, Naviny.online, в виде зеркала, к которому с апреля 2021 года власти Беларуси также ограничили доступ. Домен Naviny.media также подвергся блокировке.
В январе 2022 года команда издания перезапустила его Telegram-канал под названием «Позірк». Ранее канал перестал обновляться после признания БелаПАН экстремистским формированием в ноябре 2021 года. В апреле 2023 этот канал и страница проекта Naviny в Одноклассниках были признаны экстремистскими материалами, а в 2024 году власти объявили «Позірк» «экстремистским формированием».

## Награды и премии
2006 год — «Премия Рунета» в номинации «Рунет за пределами Ru» (совместно с БелаПАН).